# بچه‌زرده
بَچه‌زَرده (در جنوب ایران تیبان نامیده می‌شود) زیرگونه‌ای از ماهی تون است که در آب‌های گرمسیری زندگی می‌کند.
حداکثر طول چنگالی آن به حدود ۵۰ سانتی‌متر می‌رسد.
و صید آن با قلاب خزنده، تور گوشگیر و تور پیاله‌ای انجام می‌گیرد.

## مشخصات
بدن قوی، کشیده و گرد است، دهان تقریباً بزرگ و هر فک دارای یک ردیف دندان تیز می‌باشد، دارای دو باله پشتی که اولی دارای ۱۰ تا ۱۲ شعاع نرم بوده و فاصله زیادی از باله پشتی دوم دارد، باله پشتی دوم دارای ۱۱ تا ۱۲ شعاع نرم، ۸ بالچه به دنبال باله پشتی دوم و ۷ عدد دنبالچه به دنبال باله مخرجی وجود دارد. باله سینه‌ای کوتاه و بین باله‌های شکمی یک زایده بزرگ وجود دارد. باله دمی قوی و دارای ساقه دمی باریک می‌باشد، بدن فاقد فلس (به استثنای منطقه زره سینه‌ای) و هم چنین بیش از ۵ عدد فلس در قاعده باله پشتی دوم وجود دارد. در دو طرف قاعده باله دمی یک سکان عرضی قوی بین دو سکان عرضی کوچکتر وجود دارد. رنگ بدن در پشت سیاه متمایل به آبی، بالای خط جانبی طرحی از ۱۵ خط مواج مایل یا تقریباً افقی در قسمت بدون فلس بدن دیده می‌شود و ناحیه شکم سفید رنگ است.

## زیست‌شناسی
یک گونهٔ اپی‌پلاژیک نریتیک و تا حدی اقیانوسی است، در هر بار تخم‌ریزی در حدود ۲۰۰ هزار تا یک میلیون عدد تخم می‌گذارد. به صورت گله‌های بزرگ حرکت می‌کنند و تغذیهٔ آن‌ها بر روی ماهیان لجه‌زی (پلاژیک) کوچک، خرچنگ‌های پلانکتونی و میگوها صورت می‌گیرد.